# Harold Cagle
Harold Cagle (Harold D. Cagle; * 3. August 1913 in Purcell, Oklahoma; † 28. November 1977 in Sutter, Kalifornien) war ein US-amerikanischer Sprinter, der vor allem im 400-Meter-Lauf antrat.
Beim US-Ausscheidungskampf für die Olympischen Spiele 1936 in Berlin wurde er zwar nur Sechster, kam aber trotzdem zu einem Einsatz in der 4-mal-400-Meter-Staffel, da die Teammanager die Stafette aus Läufern zusammenstellten, die nicht im Einzelwettkampf angetreten waren. Zusammen mit Robert Young, Edward O’Brien und Alfred Fitch gewann er in 3:11,0 min hinter der britischen Stafette die Silbermedaille.
Seine persönliche Bestzeit über 440 Yards stellte er mit 46,5 s am 19. Juni 1936 in Chicago auf.